# Kōya Okuda
Kōya Okuda (japanisch 奥田 晃也 Okuda Kōya; * 1. Oktober 1994 in der Präfektur Wakayama) ist ein japanischer Fußballspieler.

## Karriere
Okuda erlernte das Fußballspielen in der Jugendmannschaft von Albirex Niigata und der Universitätsmannschaft der Kanagawa-Universität. Seinen ersten Vertrag unterschrieb er 2017 bei YSCC Yokohama. Der Verein spielte in der dritthöchsten Liga des Landes, der J3 League. Für den Verein absolvierte er 89 Ligaspiele und schoss dabei vierzehn Tore. 2020 wechselte er für zwei Jahre zum Zweitligisten Mito HollyHock. Für den Verein aus Mito absolvierte er 74 Zweitligaspiele. Im Januar 2022 wechselte er nach Nagasaki zum Ligakonkurrenten V-Varen Nagasaki. 2022 absolvierte er 18 Ligaspiele. Zu Beginn der Saison 2023 wechselte er auf Leihbasis zum ebenfalls in der zweiten Liga spielenden Zweigen Kanazawa. Am Ende der Saison 2023 belegte er mit Zweigen den letzten Tabellenplatz und musste somit den Weg in die dritte Liga antreten. Für Zweigen bestritt er 38 Ligaspiele. Nach der Ausleihe kehrte er nicht nach Nagasaki zurück. Am 1. Februar 2024 verpflichtete ihn der Zweitligist Tochigi SC. Am Ende der Saison 2024 belegte er mit Tochigi den 18. Tabellenplatz und musste somit in die dritte Liga absteigen. Nach dem Abstieg verließ er den Verein und wechselte im Januar 2025 nach Mito zum Zweitligisten Mito Hollyhock.